# Velyka Roztoka
Velyka Roztoka (ukrajinsky Велика Розтока, také Бережанська Розтока, maďarsky Gázló, také Szollos-rosztoka nebo Beregrosztoka) je část obce Dubrivka,  v Iršavské městské komunitě (hromadě), v okrese Chust, v Zakarpatské oblasti Ukrajiny. V roce 2025 žilo ve Velyke Roztoce 613 obyvatel.
Ve vsi se nachází ložisko minerální termální vody, která je využívána pro balneologické účely. Tento zdroj byla objeven na břehu řeky Boržava v roce 1965. Voda vyvěrá sama, protože ji vytlačuje metan. Teplota vody je 38°C. Složení vody zkoumal Oděský institut lázeňské vědy, který dospěl k závěru, že voda má léčivé vlastnosti.

## Historie
První písemná zmínka pochází z roku 1586. Do uzavření Trianonské smlouvy byla ves součástí Uherska (maďarský název vsi Gázló znamená brod). Poté byla ves součástí Československa; za první československé republiky byla ves vedena pod názvem Roztoka.